# Benátština
Benátština je románský jazyk, kterým se mluví zejména v Benátsku, kde je také druhým oficiálním jazykem (vedle italštiny). Nazývá se vèneto v benátštině a veneto v italštině. Někdy je (a to i svými mluvčími) pokládána za dialekt italštiny, jindy za samostatný jazyk. Od italštiny se liší fonetikou, gramatikou i celkovou strukturou jazyka, používá i mírně odlišný pravopis (ten ovšem nemá oficiální podobu) a má svoji vlastní literaturu (benátsky psali např. Giacomo Casanova, který do benátštiny přeložil Ílias, či básník Biago Marin).

## Historie
Benátština se vyvinula z vulgární latiny; ovlivněna byla zejména gótštinou a langobardštinou. První písemné doklady o benátštině jsou z 13. století. Největší rozmach benátštiny nastal za Benátské republiky.

## Příklady

### Číslovky
| Benátsky                   | Česky |
| uno / un                   | jeden |
| do                         | dva   |
| tre                        | tři   |
| cuatro                     | čtyři |
| sincue / tsincue / thincue | pět   |
| sie                        | šest  |
| sete                       | sedm  |
| oto                        | osm   |
| nove                       | devět |
| dieze                      | deset |

## Užitečné fráze
| Benátsky                              | Česky               |
| Ciao!                                 | Ahoj!               |
| Bondì!                                | Dobré ráno!         |
| Bonasera!                             | Dobrý večer!        |
| Bonanote!                             | Dobrou noc!         |
| Sani! / A se vedemo!                  | Na shledanou!       |
| Come steto? / Come zeła? / Come vała? | Jak se máš?         |
| Tuto ben, grasie e ti?                | Dobře, děkuji a ty? |
| Come te ciàmito?                      | Jak se jmenuješ?    |
| Mi me ciamo ...                       | Jmenuji se ...      |
| Piazer de conósarte!                  | Rád vás poznávám!   |

## Ukázka benátského textu

### Všeobecná deklarace lidských práv
| benátsky | Tuti i èsari umani i nase łìbari e conpanji par dinjità e deriti. I ze dotài de rajon e de cosiensa e i ga da conportarse intrà de łori co spìrito de fradełi. |
| česky    | Všichni lidé se rodí svobodní a sobě rovní co do důstojnosti a práv. Jsou nadáni rozumem a svědomím a mají spolu jednat v duchu bratrství.                     |